# José Juan Bautista Merino Urrutia
José Juan Bautista Merino Urrutia, né le 25 septembre 1886 à Ojacastro et mort le 6 mai 1982 à Algorta, est un chercheur en toponymie, historien, écrivain et académicien basco-riojan de langue espagnole. Il consacre une part de sa vie à la recherche toponymique basque dans la vallée d'Ojacastro et dans d'autres parties de La Rioja, ainsi qu'a des études en histoire et art. 

## Biographie
À l'âge de trois mois, ses parents déménagent à Bilbao où vont naitre ses deux frères. José Juan Bautista Merino Urrutia fait des études à l'École Santiago Apósto pour devenir professeur de commerce. Dans sa jeunesse, il devient maire d'Ojacastro. En 1922, il se marie avec Emilia Sánchez Mújica dans la paroisse de San Nicolás d'Algorta, ville où auparavant il avait habité.
En 1931, José Juan Bautista Merino Urrutia publie à Madrid El vascuence en el valle de Ojacastro: (Rioja Alta) et se voit mérité de nombreux commentaires élogieux. L'année suivante, en 1932, il complète son étude précédente avec Más sobre el vascuence en el valle de Ojacastro: (Rioja Alta), publié en 1936. Le résultat de ses recherches sur le basque dans La Rioja et la région de Burgos sont publiées dans la revue Berceo (1951, 1958). Cette publication avait déjà été publiée en 1935 dans la Revue Internationale des Études Basques. Il a collaboré, outre dans les revues citées, dans la Revista de Archivos, Bibliotecas y Museos, Archivo Español de Arte, Boletín de la Real Sociedad Geográfica, España Misionera, Real Sociedad Bascongada de Amigos del País, et la Revista de Dialectología y Tradiciones populares. 
Pour souligner son travail, l'Académie de la langue basque le nomme membre correspondant en 1964 et le 15 juin 1974, membre honoraire à San Millán de la Cogolla. José Juan Bautista Merino Urrutia est mort le 6 mai 1982 à Algorta, en Biscaye, à l'âge de 85 ans.